# Tuffi ai campionati mondiali di nuoto 2024 - Trampolino 3 metri sincro femminile
La competizione dei tuffi dal trampolino 3 metri sincro femminile dei campionati mondiali di nuoto 2024 si è svolta il 7 febbraio 2024 presso il Centro Acquatico Hamad di Doha, in Qatar.
Alla gara hanno preso parte 36 tuffatrici provenienti da 18 nazioni.
La competizione è stata vinta dalla coppia cinese composta da Chang Yani e Chen Yiwen, che ha preceduto sul podio le australiane Maddison Keeney e Anabelle Smith e le britanniche Yasmin Harper e Scarlett Mew Jensen.

## Programma
| Data            | Ora   | Turno  |
| --------------- | ----- | ------ |
| 7 febbraio 2023 | 13:02 | Finale |

## Risultati
| Class   | Nazione       | Tuffatori                         | Punti  |
| ------- | ------------- | --------------------------------- | ------ |
| Oro     | Cina          | Chang Yani Chen Yiwen             | 323.43 |
| Argento | Australia     | Maddison Keeney Anabelle Smith    | 300.45 |
| Bronzo  | Gran Bretagna | Yasmin Harper Scarlett Mew Jensen | 281.70 |
| 4       | Stati Uniti   | Alison Gibson Krysta Palmer       | 279.30 |
| 5       | Ucraina       | Viktoriya Kesar Hanna Pysmenska   | 277.47 |
| 6       | Germania      | Lena Hentschel Jette Müller       | 273.93 |
| 7       | Messico       | Arantxa Chávez Paola Pineda       | 269.55 |
| 8       | Italia        | Elena Bertocchi Chiara Pellacani  | 260.28 |
| 9       | Malaysia      | Ng Yan Yee Nur Dhabitah Sabri     | 258.30 |
| 10      | Corea del Sud | Kim Su-ji Kwon Ha-lim             | 257.10 |
| 11      | Paesi Bassi   | Inge Jansen Celine van Duijn      | 255.30 |
| 12      | Svezia        | Emma Gullstrand Elna Widerström   | 233.46 |
| 13      | Brasile       | Luana Lira Anna Santos            | 230.70 |
| 14      | Francia       | Jade Gillet Naïs Gillet           | 224.88 |
| 15      | Canada        | Mia Vallée Pamela Ware            | 201.27 |
| 16      | Rep. Ceca     | Tereza Jelínková Ivana Medková    | 180.24 |
| 17      | Georgia       | Mariam Shanidze Tekle Sharia      | 176.97 |
| 18      | Macao         | Wong Cho Yi Zhao Hang U           | 147.78 |